# Церковь Пресвятой Девы Марии в Люскирхене
Церковь Пресвятой Девы Марии в Люскирхене (нем. St. Maria in Lyskirchen) — католическая церковь в городе Кёльн в южной части старого города (Альтштадт-Зюд) (федеральная земля Северный Рейн-Вестфалия). Церковь расположена на Рейнской набережной Am Leystapel.

Церковь Святой Марии в Люскирхене является самой маленькой среди романских базилик Кёльна. Уникальность этой церкви состоит в том, что она является единственной церковью в Кёльне, в которой сохранились оригинальные фрески XIII века, которые были почти полностью восстановлены в 1879—1881 годах.

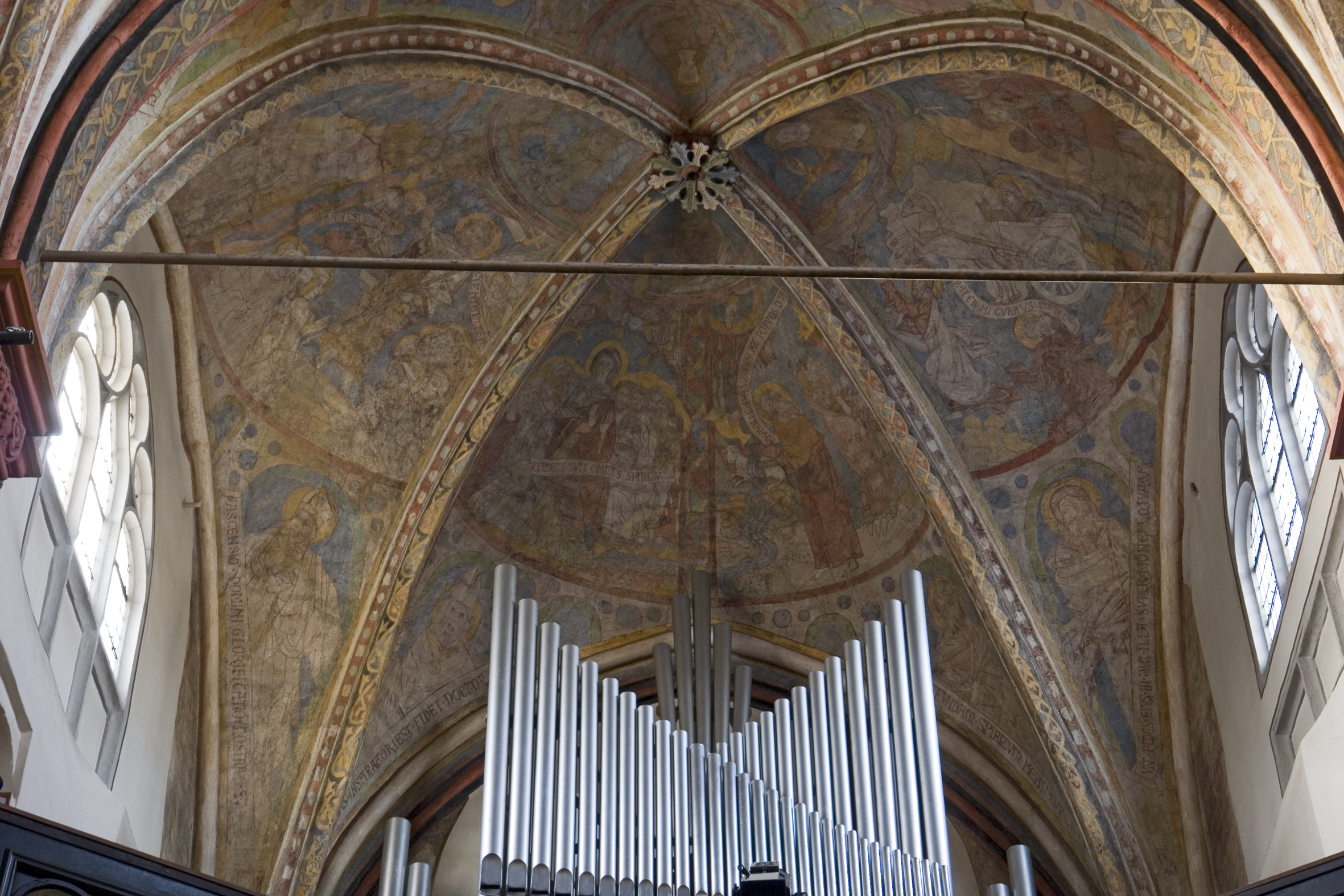
Фрески свода церковного хора

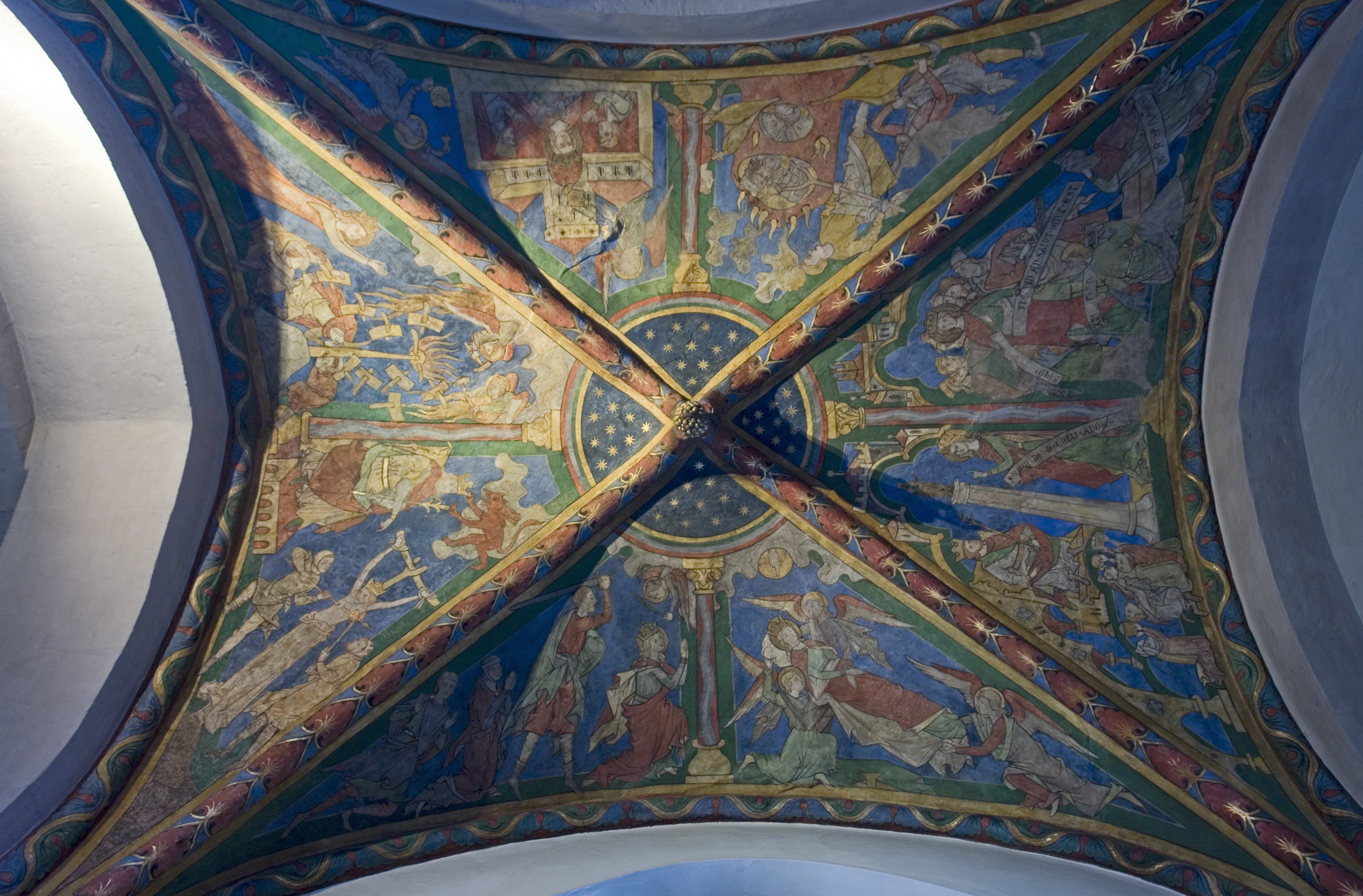
Фрески свода северной боковой капеллы

## История
Местность, в которой стоит церковь, получила своё название по имени римского патриция Люсольфуса, которому эта местность либо принадлежала, либо он был донатор, на чьи средства была сооружена первая церковь. Так или иначе, но первое упоминание о церкви в Люскирхене относится только к 948 году. Следующий раз церковь упоминается в документах кёльнского архиепископа Анно II в 1067 году, где сообщается что церковь в Люскирхене передаётся в ведение монастыря Святого Георгия.
Нынешняя романская базилика была построена между 1190 и 1220 годами. В 1250 году своды церкви расписываются фресками. В 1520—1530 годах церковь перестраивается в готическом стиле, при этом все романские окна заменяются на ажурные готические. В 1663—1665 годах был сооружён барочный алтарь.
Во время наводнения 1784 года церковное здание было частично разрушено. Восстановительные работы закончились год спустя, тогда же был сооружён новый алтарь. В 1811 году засыпается крипта и церковь получает новый более высокий пол. В 1860—1865 годах были проведены обширные ремонтные работы, в ходе которых был установлен новый главный алтарь (по проекту Финцинца Штаца), сделаны новые оконные росписи, заменены алтари в капеллах хора. В 1868—1876 годах были убраны барочные элементы церкви, что позволило ей обрести свой исконный романский облик. В 1879 году были обнаружены оригинальные фрески свода XIII века. После проведения работ по их освобождению, которые продолжались 3 года, церковь обрела свой почти первоначальный вид. В 1918 году была освобождена церковная крипта. В 1934 году в церкви были проведены реставрационные работы.
В годы второй мировой войны во время бомбардировок Кёльна силами британской авиации церковь Святой Марии в Люскирхене также пострадала, но не настолько сильно как большинство других сооружений в Кёльне. Послевоенная реставрация началась в 1947 году и продолжалась 15 лет. В 1972—1977 годах была проведена капитальная реставрация фресок, а в 1982—1989 годах были отреставрированы наружные фасады церкви, при этом церкви был возвращён её исторический розовый цвет, из-за которого её часто называют Розовой церковью.